# سرنباق (صدف)
سرُنباق نوع من الدلاع يكون منه أظفار الطيب.